# Papierfabrik Weissenstein

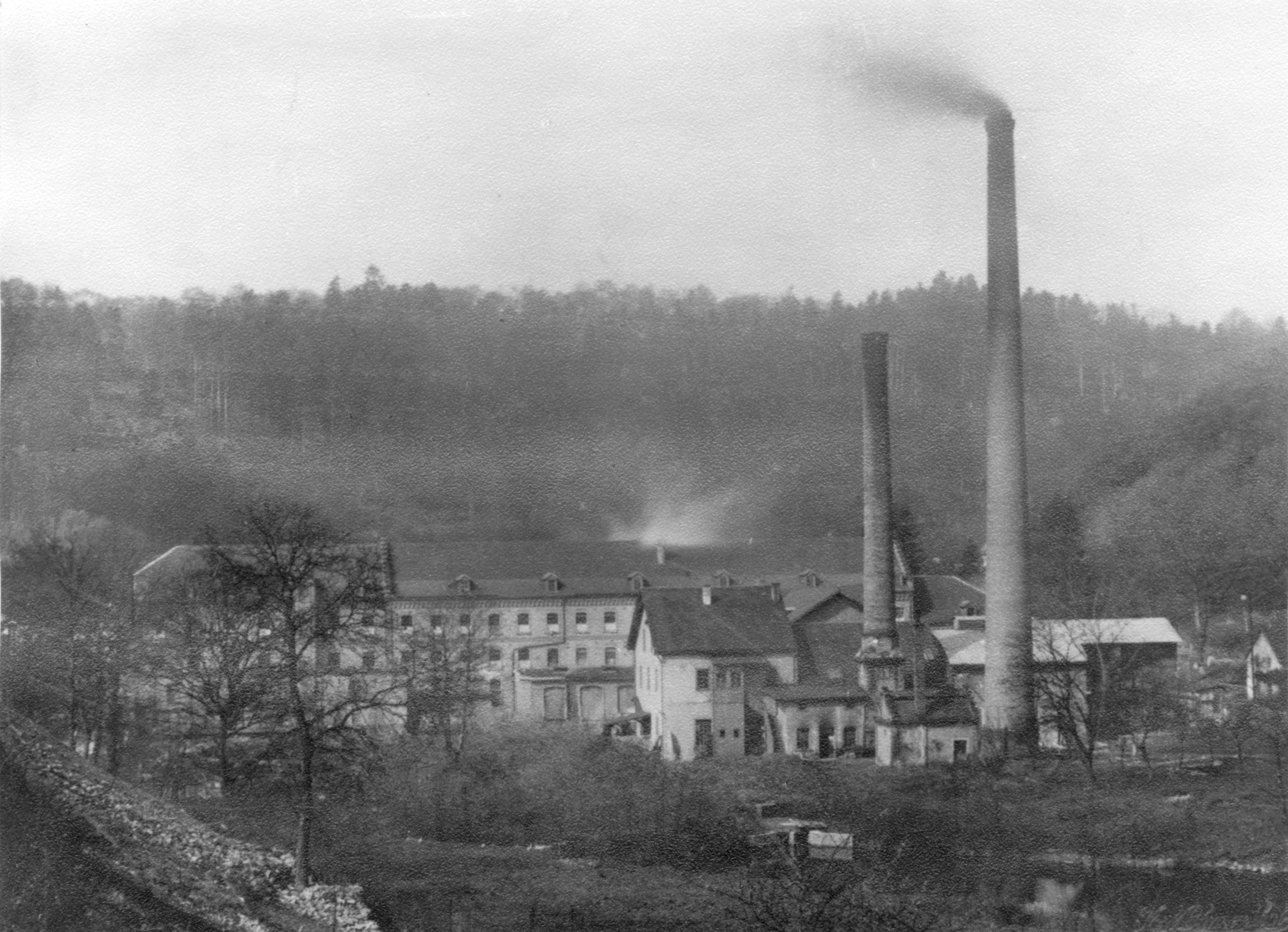
Papierfabrik Weissenstein um 1911

Die Papierfabrik Weissenstein AG hatte ihren Sitz in Dillweißenstein, einem Ortsteil von Pforzheim. Sie wurde am 2. September 1861 von dem Pforzheimer Fabrikaten Ernst Heydegger gegründet und bestand unter wechselnden Eigentümern bis zum Oktober des Jahres 2001.

## Geschichte

### Durchstich der Nagold
Die Papierfabrik befand sich auf dem Boden des ehemaligen Dorfes Weißenstein, das sich im Bogen des hier mäandrierenden Flusses Nagold befand. Im Jahre 1853 entschlossen sich die Weißensteiner Bürger unter Leitung des Ingenieurs Julius Naeher, die Flussschleife zu beseitigen, das Felsplateau zu durchbrechen und damit die Nagold zu begradigen. Um Flößern eine Durchfahrt zu ermöglichen, wurde zuerst für diese ein Kanal für die Durchfahrt von Flossen angelegt. Der Felsdurchbruch führte zu einem 6 m hohen Wasserfall, der sich direkt auf der westlichen Seite der Hirsauer Straße befindet. Die Nagold wurde an dieser Stelle mit einer Bogenbrücke überbaut. Das eingebaute Stauwerk lieferte genug Wasser, um die Papierfabrik mit Wasserkraft zu versorgen. Dieses Bauwerk entstand zwischen 1853 und 1856.

### Entstehung der Papierfabrik

Baugenehmigung der Papierfabrik Weissenstein vom 3. Januar 1861. Da das Gründungsdatum der Papierfabrik unbekannt ist, wurde das Gründungsdatum des Unternehmens auf das Datum der Baugenehmigung festgelegt.

Der Pforzheimer Schmuckfabrikant Ernst Heydegger erkannte, dass man das mit dem Durchstich der Nagold entstandenen Gefälle als Wasserkraft für den Betrieb einer Papiermühle nutzen kann. Er erwarb mit einem Kaufvertrag vom 20. August 1859 die Wasserrechte für 9 000 Gulden und die Grundstücke für 493 Gulden von der Badischen Großherzoglichen Wasser- und Straßenbauverwaltung. Er musste sich jedoch verpflichten, die Wasserkraft so zu nutzen, dass die Flösserei nicht beeinträchtigt ist. Das Vorhaben für den Bau einer Papierfabrik wurde von der Großherzoglich Badischen Regierung am 3. Januar 1861 genehmigt. Er begann sofort mit dem Bau, aber schon im Frühjahr 1861 hatte er mehr als 37 000 Gulden ausgegeben, seine Mittel waren erschöpft. Er wandte sich an den Großherzog und bat um einen Kredit über 30 000 Gulden, der versagt wurde. Ein zweites Kreditgesuch richtete er am 21. Mai 1862 an das Handelsministerium: Das Bauvorhaben sei schon fast fertiggestellt. Er brauche noch 20 000 Gulden zur Beendigung des Bauvorhabens. Auch dies wurde abgelehnt.
Ernst Heydegger hat sich mit dem Bau der Papiermühle übernommen. Es gab Streitigkeiten mit der Gemeinde und mit dem Müller Jakob Hamm wegen der Wasserrechte. Eine Bittschrift, die der Schwiegervater und Bürge Heydeggers, der Konditor Friedrich Trommer aus Pforzheim, am 25. November 1862 an den Großherzog richtete, wurde abgelehnt.
Heydegger meldete noch Ende 1862 ein Ganntverfahren, also einen Konkurs, an. In der anschließenden Zwangsversteigerung erwarb der Pforzheimer Fabrikant Kübeleberle das nicht vollständig fertiggestellte Anwesen für 20 000 Gulden. Heydegger hatte bereits 80 000 Gulden aufgewandt.
Wann genau das Bauvorhaben fertiggestellt wurde, ist nicht bekannt. Wahrscheinlich wurde mit der Papierproduktion von dem Papierfabrikanten Carl Barth begonnen, der das Anwesen von Kübeleberle kaufte. Barth suchte nach Partnern. Die Papierfabrik firmierte sehr bald als Barth, Georgi & Co., dann als Barth & Haas. Da man sich später nicht darauf einigen konnte, wann das Unternehmen fertiggestellt war, wurde später für das Gründungsjahr das Datum der Baugenehmigung gewählt, also das Jahre 1861.
Die Papierfabrik erzeugte zunächst Tapeten und Packpapier. Später waren es Löschpapiere, Löschkartons, Tauen- und Couvertpapiere, mit denen die Papierfabrik weltbekannt wurde.

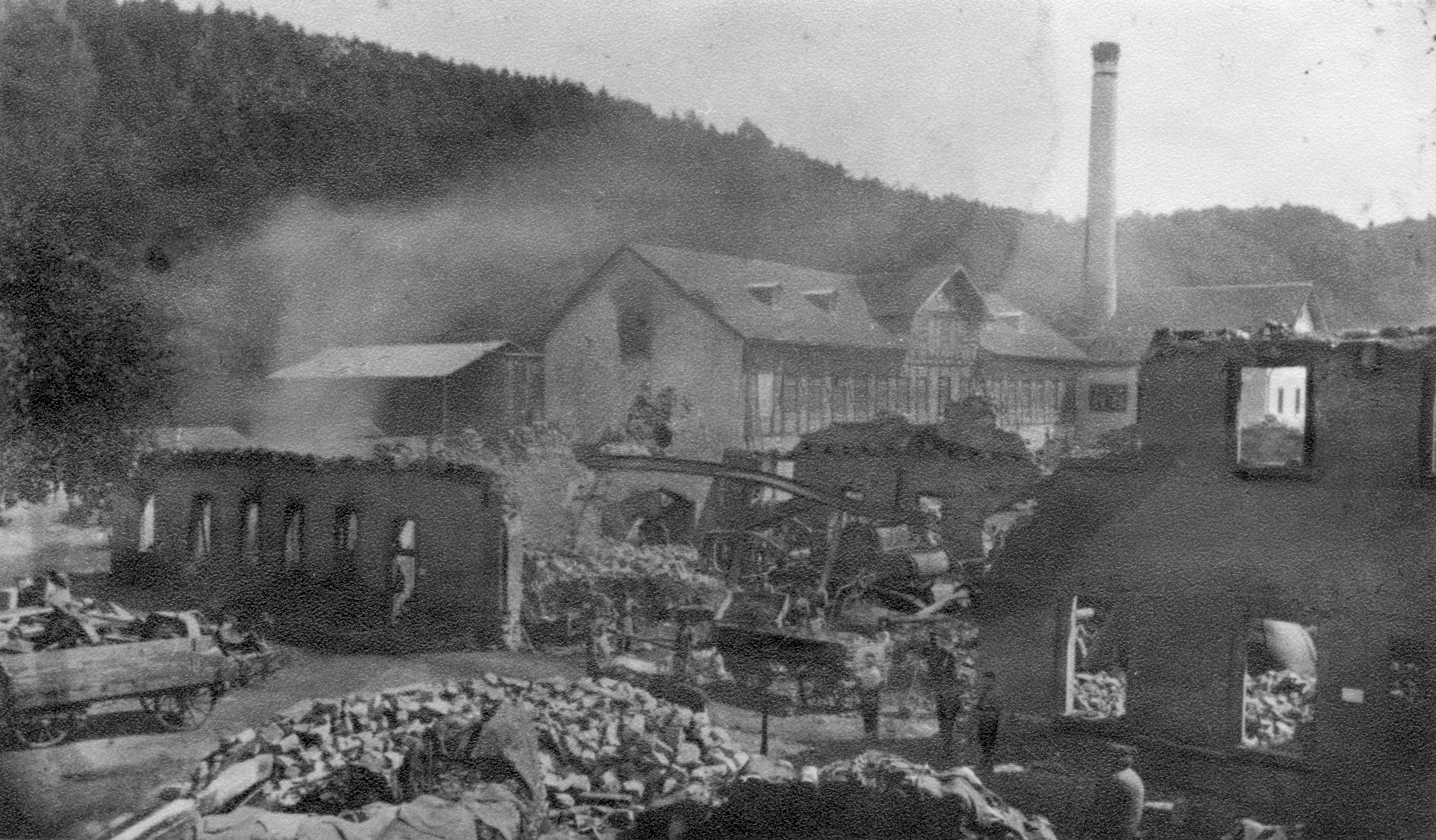
Papierfabrik Weissenstein nach dem Brand 1886

### Brand und Wiederaufbau
1886 zerstörte ein verheerendes Feuer die Fabrik. Nach dem Brand wurden zwei Papiermaschinen neu aufgestellt. Eine Maschine lieferte die Firma Bellmer aus Niefern, die andere kam von Escher-Wyss & Co. aus Zürich. Das Unternehmen beschäftigte zu diesem Zeitpunkt 120 Arbeitnehmer. Nach dem schnellen Wiederaufbau schied Carl Barth aus. Das Unternehmen firmierte nunmehr unter Haas & Co. Kommanditgesellschaft.

### Rücksicht auf die Flößerei

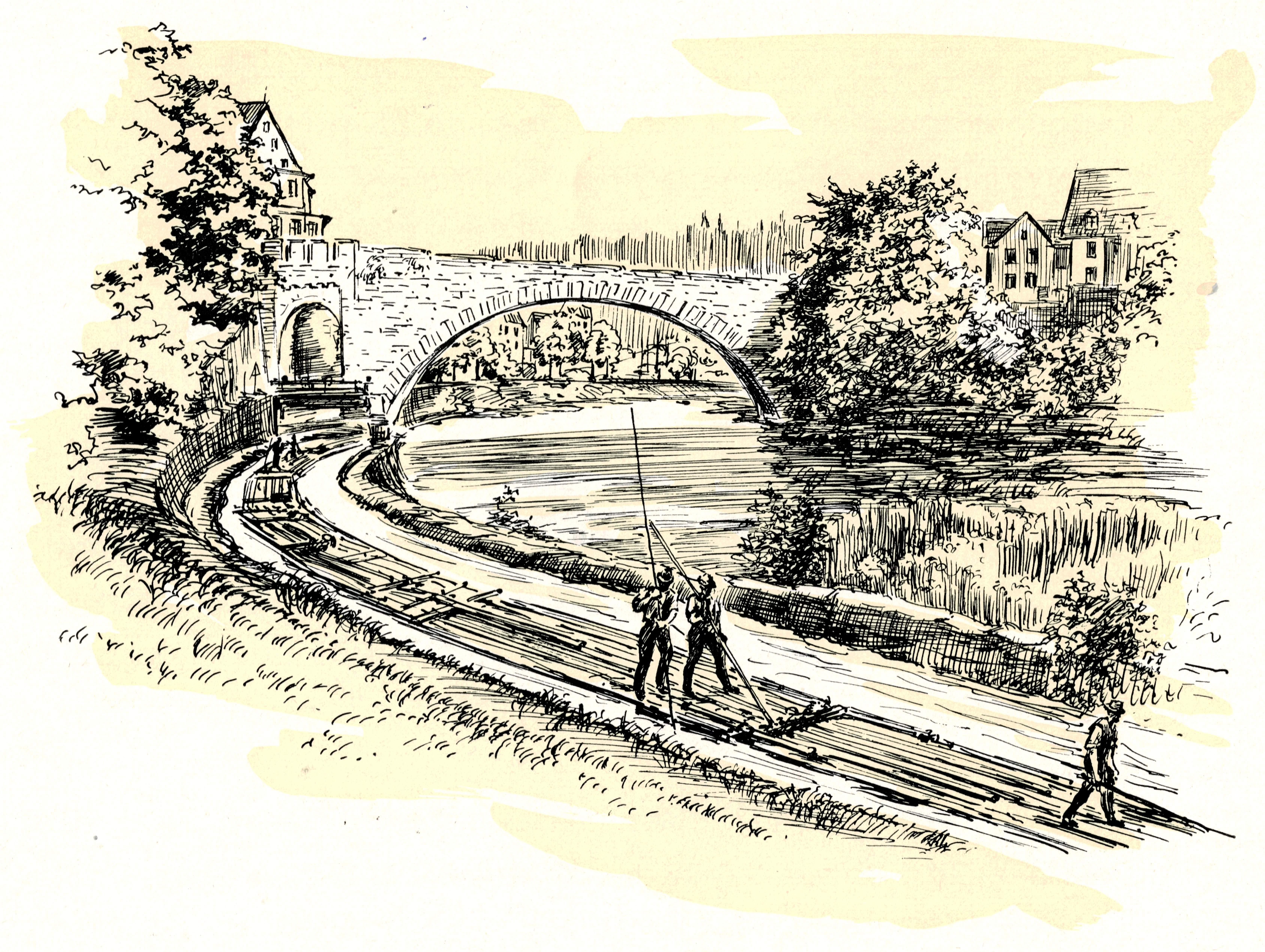
Der Werkkanal der Papierfabrik Weissenstein mit einem 250 m langen Floß.

Für die Papierfabrik war das Wasser von entscheidender Bedeutung. Einerseits wurde die Wasserkraft der Nagold für den Antrieb der Maschinen genutzt. Auf der anderen Seite benötigte man Frischwasser auch für Papierherstellung. Für die Herstellung von 100 kg Papier brauchte man damals 20 Kubikmeter klares Wasser. Um Brunnenwasser zu gewinnen, wurde 1898/1899 ein 500 m tiefes Bohrloch gegraben, ohne jedoch auf Wasser zu stoßen. Dafür wurden bald Fortschritte in der Reinigung des Flusswassers erzielt. Nachteilig für die Stromgewinnung war die Verpflichtung, stets die Durchfahrt für die Flößerei frei zu halte. Bei Niedrigwasser musste dann die Papierfabrik die Produktion einstellen, damit sich vor dem Wehr wieder ausreichend Wasser sammeln konnte. Erst 1911 wurde die Flößerei eingestellt.

### Umwandlung in Aktiengesellschaft
Am 19. Juli 1898 wurde die Papierfabrik in eine Aktiengesellschaft mit einem Kapital von 1 Mio. Reichsmark umgewandelt und erhielt den Namen Papierfabrik Dillweißenstein AG. Es wurden 170 Arbeitnehmer beschäftigt.
Die Aktiengesellschaft arbeitete erfolgreich, sodass sie in den Folgejahren die Buntpapierfabrik Friedrich Funk Nachfolger in Wuppertal-Barmen und die Papierfabrik Wangen im Allgäu erwerben konnte. Beim 50-jährigen Jubiläum am 2. September 1911 beschäftigte die Papierfabrik 270 Mitarbeiter.

### Erster Weltkrieg
Die Folgen des Ersten Weltkriegs und der Zusammenbruch des Pforzheimer Bankvereins führten beinahe zum Konkurs der Papierfabrik Weissenstein. Wichtige Mitarbeiter wurden zur Wehrmacht eingezogen. Die Lücken wurden teilweise von Frauen gefüllt und die Nachfrage ließ nach. Um die Verluste auszugleichen, wurden die Beteiligungen an den Papierfabriken in Barmen und Wangen verkauft. Diese Maßnahmen reichten nicht aus, die Papierfabrik war 1916 überschuldet.
Der erst 1911 ins Amt gekommene Vorstand Julius Voss wurde entlassen. Ihm ist es jedoch zu verdanken, dass es nicht zum Konkurs kam. Er sammelte die Aktien der Papierfabrik zu geringen Kosten ein, um sie der Zellstofffabrik Waldhof (Mannheim und Berlin) zu übergeben. Sie bot den Gläubigern außergerichtlich eine sofort zahlbare Quote von 50 % oder eine Quote von 70 % in Raten an. Dieses Angebot wurde von allen Gläubigern angenommen. Anschließend pachtete die Zellstofffabrik Waldhof über ihre Tochtergesellschaft Papyrus das Betriebsgelände und die gesamten Anlagen der Papierfabrik Weissenstein und übernahm so zum 1. Juli 1918 die Fabrikanlagen. Als Vorstand wurde wieder Julius Voss bestellt.

### Weimarer Republik

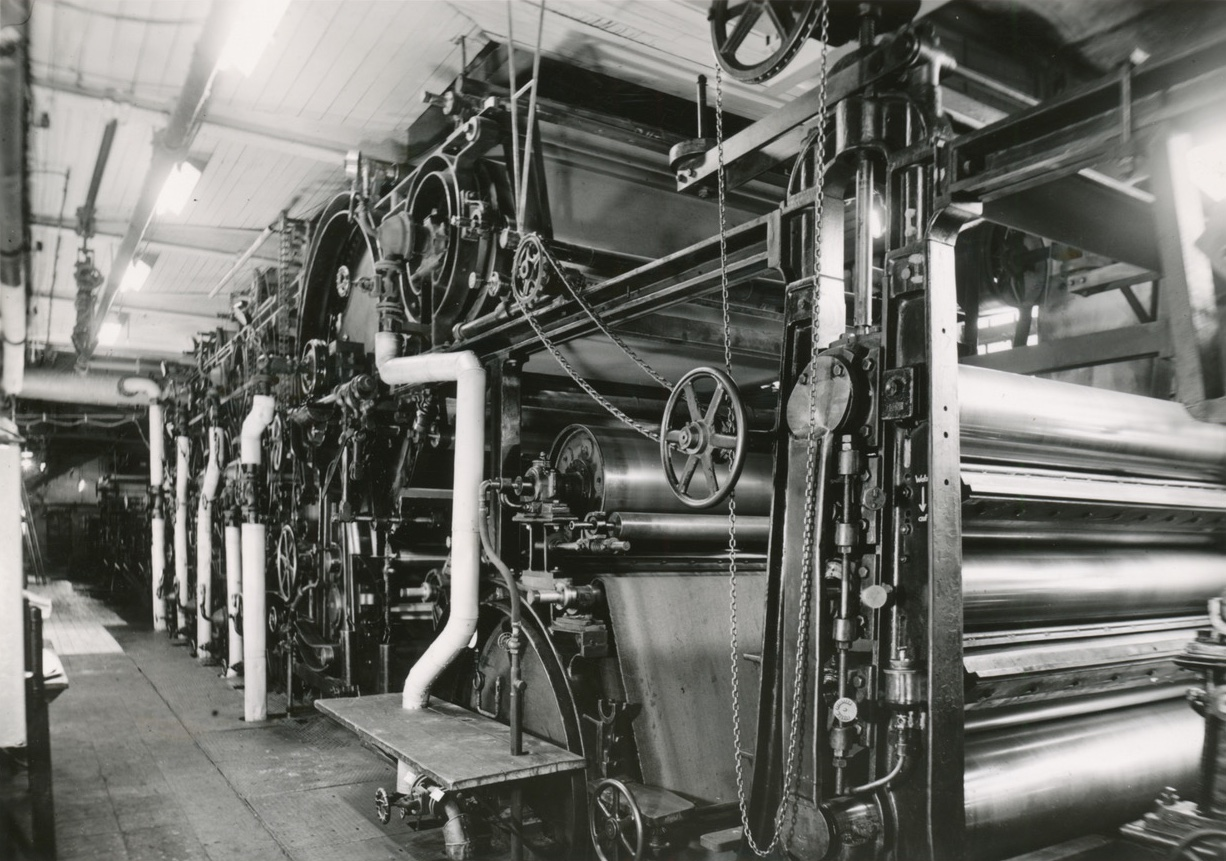
Glättmaschine zur Papiermaschine II der Papierfabrik Weissenstein um 1922

Die Papierfabrik Weissenstein AG selbst hatte nun keine Geschäftstätigkeit mehr, erhielt jedoch einen Pachtzins, der ausreichte, jährlich eine Dividende an die Aktionäre auszuzahlen. In den Jahren 1928 bis 1932 war der Geschäftsgang ausgesprochen schlecht. Die Papierpreise verfielen. Zellstoff Waldhof plante schon die Stilllegung des Werkes. Daraufhin wurden im Jahr 1930 die Geschäftsaktivitäten wieder auf die Papierfabrik Weissenstein zurück übertragen ohne jedoch noch finanziell Zuschüsse zu erhalten. Um die finanzielle Lücke zu schließen, übernahm die Stadt Pforzheim die Wasserkraftanlage und einige Wiesen und zahlte 400 000 M. Zellstoff-Waldhof zeigte jetzt wieder Interesse und legte zur Optimierung der Ergebnisse die Verwaltung der Papierfabrik mit der Konzernverwaltung in Berlin zusammen. Verwaltungsmitarbeiter der Papierfabrik Weissenstein zogen 1934 nach Berlin. Die Ertragslage wurde so nicht jedoch verbessert.

### Zweiter Weltkrieg
Am 1. Juli 1937 übernahm Badischen Bank in Karlsruhe die Aktienmehrheit der Papierfabrik Weissenstein. Verwaltung, Verkauf und Buchhaltung kamen wieder nach Pforzheim. In den folgenden Jahren setzte wegen der Kriegsvorbereitungen eine wesentliche Nachfrage nach Papier ein, die auch während der ersten Jahre des Zweiten Weltkriegs anhielt. Dann jedoch musste die Papierfabrik auf Weisung Produktionsräume für sechs kriegswichtige Betriebe freimachen, die unter anderem Zünder, Schmirgelscheiben und Blechschläuche herstellten. Erst 1944 stellte die Papierfabrik die Produktion vollständig ein.
Von dem vernichtenden Luftangriff auf Pforzheim am 23. Februar 1945 blieb die Papierfabrik verschont.

### Die Nachkriegszeit
Da die Fabrikgebäude im Zweiten Weltkrieg nicht zerstört wurden, konnte die Papierfabrik bereits im November 1945 die Produktion wiederaufnehmen. In den Nachkriegsjahren wurde die Fabrik modernisiert und vergrößert. Es wurde unter anderem in die Niederlande, Schweiz, Dänemark und Großbritannien exportiert. 1960 kam es wieder zu einem Großbrand in der Papierfabrik. Der Dachstock des Altbaus, in dem Altpapierlager gelagert wurde, brannte aus. Das Feuer griff auch auf den Neubau über. Es entstand ein Schaden von 300 000 DM. 1961 beschäftigte das Unternehmen 360 Arbeitnehmer.

### Gesellschafterwechsel
Mehrheitsgesellschafter war bis 1985 die Baden-Württembergische Bank, die aus der Fusion der Badischen Bank mit der Württembergischen Bank hervorgegangen ist. Diese veräußerte 1985 die Mehrheit der Aktien an Dr. Hubert Schrödinger, den geschäftsführenden Gesellschafter der Firma LEIPA Georg Leinfelder GmbH & Co. in Schrobenhausen. Von ihm übernahm 1989 die Firma Gebrüder Buhl GmbH & Co., eine expandierende Papierfabrik in Ettlingen, die Mehrheit der Aktien. Sie kam jedoch 1992 in finanzielle Schwierigkeiten und wurde von dem englischen Papierkonzern Arjo Wiggings Appleton übernommen. Nachdem der Großkonzern mit den Ergebnissen der Papierfabrik Weissenstein nicht zufrieden war, kam es zum 1. Januar 1996 zu einem Management-buy-out mit dem Vorstand Wolf-Dieter Hohn sowie den Prokuristen Jörg Frieder Gauß und Hubert Runge. Ihnen gelang es, mit der Süd-Kapital-Beteiligungs-GmbH in Stuttgart eine Kapitalbeteiligung von 2,5 Mio. DM zu erhalten. Das Management hielt seine Beteiligung über eine neu gegründete Weißenstein Holding AG, die an der Papierfabrik ein Kapital von 5 375 560 DM hielt. Lediglich Aktien im Wert von 124 440 DM gehörten freien Aktionären. An der defizitären Lage des Unternehmens änderte sich jedoch nichts.

### Der Niedergang
Von 1995 bis 1999 fielen Jahr für Jahr hohe Verluste an. Im Jahr 1995 betrug der Verlust 10,7 Mio. DM bei einem Umsatz von 38,4 Mio. DM und  1999 6,4 Mio. DM bei einem Umsatz von 41,6 Mio. DM. Die Anzahl der Beschäftigten erhöhte sich von 184 auf 202. Die Gründe lagen im Wesentlichen in einer mangelhaften Maschinenausstattung mit zwei alten Papiermaschinen. Bei der Papiermaschine 1 war das Herstellungsjahr unbekannt. Sie wurde im Jahr 1998 mit einem Aufwand von 6,3 Mio. DM mit einem neuen Stoffauflauf versehen. Dennoch brachte die Maschine danach keine befriedigende Leistung. Die Papiermaschine 2 benötigte einen neuen Glättzylinder. Auch diese große Reparatur durch die Firma Voith-Sulzer schlug zunächst fehl. Das Unternehmen hatte damit in den Jahren 1999 und 2000 an beiden Papiermaschinen erhebliche Produktionsausfälle. Bemühungen des Vorstandes dem Unternehmen neues Kapital zuzuführen, scheiterten im Juli 2000.

### Das Insolvenzverfahren
Der Vorstand beantragte am 18. Juli 2000 beim Amtsgericht Pforzheim die Eröffnung eines Insolvenzverfahrens. Das Gericht bestellte den Stuttgarter Rechtsanwalt Volker Grub zum Insolvenzverwalter. Die Eröffnung des Insolvenzverfahrens erfolgte am 1. September 2000.
Die äußerst ungünstigen Betriebsbedingungen und die Tatsache, dass sich das Unternehmen seit Jahren in der Krise befand, bewog den Insolvenzverwalter, schon im Insolvenzeröffnungsverfahren eine Betriebsstilllegung zu planen. Mehrere leitende Mitarbeiter des Unternehmens legten jedoch Ende August 2000 einen Sanierungsplan vor, der von einem verringerten Umsatz von 13.500 Jahrestonnen und von erhöhten Preisen ausging. Deko-Papiere sollten aufgegeben werden, weil sie besonders reklamationsanfällig waren und hohe Ausschussquoten brachten. Der Betrieb sollte mit insgesamt 154 Arbeitnehmer fortgeführt werden.
Nach nochmals guten Umsätzen in den Monaten September bis November 2000 waren hohe Auftragsrückgänge zu verzeichnen. Zu Beginn des Jahres 2001 war abzusehen, dass weiter hohe Verluste entstehen würden. Der Betrieb musste deshalb stillgelegt werden. Die Kündigung aller Arbeitnehmer war bis zum 19. März 2001 abgeschlossen. Sie führten zu keinen Kündigungsschutzklagen. Die Stilllegung des Betriebes wurde akzeptiert. Die letzte Papierauslieferung erfolgte im August 2001.
Das Insolvenzverfahren wurde im Oktober 2004 abgeschlossen. Auf Insolvenzforderungen in Höhe von 10,5 Mio. EUR entfiel eine Zahlungsquote von 12,5 %.

## Grundstücke

### Bestand
Zu dem Grundbesitz gehören das 4 Hektar und 9 ar große Betriebsgelände der Papierfabrik, auf dem zwischen den Jahren 1861 bis 1980 Betriebs- und Verwaltungsgebäude, Lager- und Versandgebäude, Kesselhaus, Kraftwerk, Materiallager, Schreinerei und sonstige Anbauten, aber auch Wohnhäuser entstanden waren. Sie waren alle, Wohnhäuser ausgenommen, nicht mehr wirtschaftlich nutzbar, da sie ganz speziell auf eine Papierfabrik zugeschnitten waren. Lediglich das Pförtnerhaus und das Verwaltungsgebäude waren eingeschränkt nutzbar. Dem Insolvenzverwalter gelang es, kleinere Flächen in diesen Gebäuden zu vermieten, die einen monatlichen Mietzins von 950,00 EUR insgesamt brachten. Die 8 Wohngrundstücke in der Hirsauer Straße 221 bis 233 waren an Mitarbeiter für je 370 EUR im Monat vermietet.
Darüber hinaus war es dem Insolvenzverwalter nicht möglich, den umfangreichen Grundbesitz der Papierfabrik in Dillweißenstein sofort zu verwerten. Der Grundbesitz war wertausschöpfend für Stadt und Kreissparkasse Pforzheim sowie Commerzbank AG mit Hypotheken belastet. Die Bemühungen des Verwalters, die Stadtverwaltung Pforzheim möge das zukünftige Baurecht klären und ein Bebauungsplan erstellen, scheiterten. Im 2002 wurde zwar eine frühzeitige Bürgerbeteiligung zu einem Bebauungsplan durchgeführt. Die unbefriedigende Nachfrage nach Immobilien in der Stadt Pforzheim gab der Stadt jedoch keinen Anlass, das Bebauungsplanverfahren weiterzutreiben. Darüber hinaus meldete sich der Denkmalschutz mit dem Hinweis, bei der Anlage der Papierfabrik handle es sich um die Sachgesamtheit eines Kulturdenkmals. Eigentümer und Besitzer von Kulturdenkmalen hätten dieses im Rahmen des zumutbaren zu erhalten und pfleglich zu behandeln (§ 6 Denkmalschutzgesetz).
Da nicht absehbar war, wann und wie die Stadt Pforzheim ein neues Baurecht schaffen wird, wurde mit den beiden Banken vereinbart, dass das Insolvenzverfahren zwar abgeschlossen wird, der Insolvenzbeschlag für die Grundstücke jedoch beibehalten wird und Verwalter Grub eine Nachtragsverteilung zugunsten der Banken vornimmt. Die weiteren Kosten der Verwertung waren jedoch von den Kreditinstituten zu tragen.

### Genossenschaft Gewerbekultur
Im Jahre 2004 bildeten Künstler, Kunsthandwerker und Studenten aus Pforzheim eine Genossenschaft Gewerbekultur. Auf dem Gelände der ehemaligen Papierfabrik sollte ein Mix aus Gewerbekultur und Wohnen entstehen. Die alte Nagoldschleife sollte renaturiert werden. Es entstanden Architektenentwürfe und Nutzungspläne. 2009 waren die Kreditinstitute bereit, das Grundstück bei einem Kaufpreis zwischen 1,2 und 1,8 Mio. EUR zu veräußern. Für dieses Angebot fanden sich keine Interessenten, auch die Genossenschaft Gewerbekultur nahm das Angebot nicht an.

### Zwangsversteigerung
Die Banken veranlassten daraufhin die amtliche Zwangsversteigerung. Der vom Amtsgericht bestellte Sachverständige Dipl. Ing. Georg Fallert aus Straubenhardt erstellte zum Stichtag 12. Oktober 2010 ein Wertgutachten. Den Sachwert aller Gebäude und der Außenanlagen des Betriebsanwesens ermittelte er mit 13,6 Mio. Euro. Die Gesamtkosten der Renovierung jedoch mit 14,9 Mio. Euro. Abschließend setzte er den Wert des 4 Hektar großen Betriebsgeländes mit 450.000 Euro und den Verkehrswert für die Wohngrundstücke Hirsauer Straße 221–233 mit 393.000 Euro fest. Diese niedrige Bewertung entstand dadurch, dass der Sachverständige den Denkmalschutz mit Erhaltung der Gebäude berücksichtigte.
Diese Wertbetrachtung wurde auch von der Stadt Pforzheim geteilt. Der für das Baureferat zuständige Bürgermeister Alexander Uhlig gab im Internet am 13. Oktober 2011 bekannt, dass 12 Mio. Euro für die reine Gebäudeerhaltung und weitere 8 Mio. Euro für die Erschließung der Infrastruktur (Kanalbaustromversorgung etc.) anfallen würden.

### Heute
2021 steht das gesamte Betriebsanwesen nebst den Wohnhäusern noch immer so gut wie leer. Der Zustand der Gebäude ist desolat. Der neue Eigentümer ist noch zu keinem neuen Baurecht gelangt. Der Denkmalschutz steht seinen Bauabsichten immer noch entgegen. Er lässt jetzt beim Verwaltungsgericht in Karlsruhe die denkmalschutzrechtlichen Verfügungen der Stadt Pforzheim gerichtlich überprüfen. Der Denkmalschutz bezieht sich aber nur mehr auf ein Gebäude des gesamten Areals. Unter Denkmalschutz steht nur das Werkskraftwerk (neues Kesselhaus) 1953/58 erbaut. Das Landesamt für Denkmalpflege behindert nicht die sonstige Neubebauung des Areals. Trotzdem fand weder die angekündigte Bebauung mit Wohngebäude noch die notwendige Erschließung dazu statt.
Nach Ablauf der 10-jährigen Spekulationsfrist hat der Eigentümer Bernhard Rieser, Betreiber einer Pforzheimer Klinik, Verkaufsverhandlungen mit der ADE Immobilien GmbH des Wiener Investors Alexander Degen aufgenommen. Der Verkaufspreis des 2011 für 900.000 € erworbenen Areals beträgt 13,4 Millionen Euro. Die Stadt Pforzheim hatte erwogen, das Vorkaufsrecht auszuüben und einen Verkehrswert von 1,3 Mio. € ermittelt. Der Gemeinderat entschied sich im Februar 2023 gegen die Ausübung des Vorkaufsrechts. Ein detaillierter Plan für die Entwicklung des Areals wurde dabei nicht vorgelegt.